# Elena Alustiza Martínez
Elena Alustiza Martínez (San Sebastián 1955) es una  pediatra española reconocida por su labor en la prevención de enfermedades metabólicas, especialmente la obesidad infantil. 
Ha sido impulsora de diversos proyectos centrados en la promoción de la salud en la infancia y adolescencia, tanto a nivel nacional como europeo.
Entre sus contribuciones más destacadas se encuentra la participación en la creación de un score de prevención cardiovascular en pediatría, así como su implicación en un estudio europeo orientado al abordaje de los factores de riesgo de diabetes tipo 2 en adolescentes, con especial aplicación en el País Vasco
Participó en la creación de un score de prevención cardiovascular en pediatría y en un estudio europeo para el abordaje de los factores de riesgo de la diabetes tipo 2 en adolescentes y su implementación en el País Vasco.
Con la colaboración del Ayuntamiento de San Sebastián ha instaurado un programa pionero para el tratamiento de la obesidad infantil.

## Biografía y trayectoria profesional
Nació en San Sebastián (España) y desde su temprana edad quiso ser pediatra al acompañar a su padre a la Casa Cuna de Fraisoro donde  era pediatra. Era un centro de acogida a niños abandonados y con minusvalías (Down, VIH/sida, etc).
Se licenció en medicina por la Universidad de Navarra en 1978.
Realizó la especialidad de pediatría vía MIR en la Residencia Sanitaria Nuestra  Señora de Aránzazu, actual Hospital Universitario Donostia.
En 1985 se incorporó como pediatra en la apertura del  Hospital Comarcal  de Zumárraga hasta 1989. Posteriormente obtuvo plaza  en propiedad  como pediatra  de atención primaria primero en Cestona - Guetaria y posteriormente en el Centro de Salud de Eguía en San Sebastián.
En 1986 obtuvo  el Grado de Doctor por la Universidad de Navarra.
Participó con la Unidad de Metabolismo Infantil liderado por Pablo Sanjurjo del hospital de Cruces en el desarrollo de un score de prevención de la enfermedad cardiovascular utilizado en diferentes estudios a nivel internacional.
En el año 2011 creó el Grupo de Formación de Urgencias Vitales para profesores que hoy en día continua y participó en los inicios del Grupo Interdisciplinar de Emergencias Pediátricas del Servicio Vasco de Salud/ Osakidetza (GIDEP).
En el año 2011 La Agencia de Evaluación de la calidad y acreditación del Sistema Universitario Vasco (UNIQUAL), le acreditó por sus méritos como Profesor asociado en el campo de Ciencias médicas y de la salud. 
En el año 2013 obtuvo una   Beca de la  Sociedad Española de Endocrinología Pediátrica para acudir al Children Hospital de Nueva Orleans para analizar el manejo de la obesidad infantil y la prevención de la diabetes tipo 2.
En el año 2012 impulsó la creación del programa  Pausoz-Pauso  tras participar en un Estudio Europeo  de 2015 a 2019 donde consiguieron  buenos resultados publicados en Anales Españoles de Pediatría
Elena  y su Grupo consiguieron que el Ayuntamiento de San Sebastián financiara  el Programa integral, intensivo, familiar y grupal de forma gratuita para la población de 9 a 13 años con sobrepeso. Se inició esta cooperación de los Equipos de pediatría del Servicio Vasco de Salud de la ciudad de San Sebastián con el Ayuntamiento desde abril del año 2022.

## Reconocimientos
El reconocimiento más importante que ha obtenido Elena es el de los niños y sus familias.
A nivel institucional, quizás  los más destacados sean:
- La revista Anales de Pediatría le premió en el año 2021 como el mejor artículo del año[10]
- en el año 2023 fue nombrada Socia de Honor de la Asociación Española de Pediatría tras ser nominada por la Sociedad  Vasco Navarra de Pediatría.

Los premios que recibió, más allá de sus aportaciones científicas aquí descritas, inciden en un hecho singular como es que  aunó su actividad en varias parcelas de la pediatría:
Atención Primaria donde apreció los problemas reales de los niños en el día a día. Medicina hospitalaria donde investigó y diseñó respuestas a los problemas detectados y una proyección internacional de aprendizaje y difusión de sus métodos que han sido pioneros en algunos campos de la especialidad.